# エイダ・コールマン

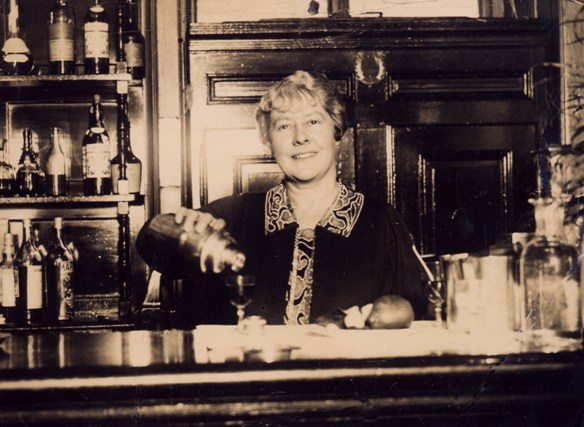
1920年ごろのエイダ・コールマン

エイダ・コールマン（Ada Coleman、1875年 – 1966年）は、女性のバーテンダー。ロンドンのサヴォイ・ホテルでチーフ・バーテンダーを務めており、カクテル史上において、最も優れた女性バーテンダーの1人に挙げられる。通称はコリー（Coley）。

## 概要

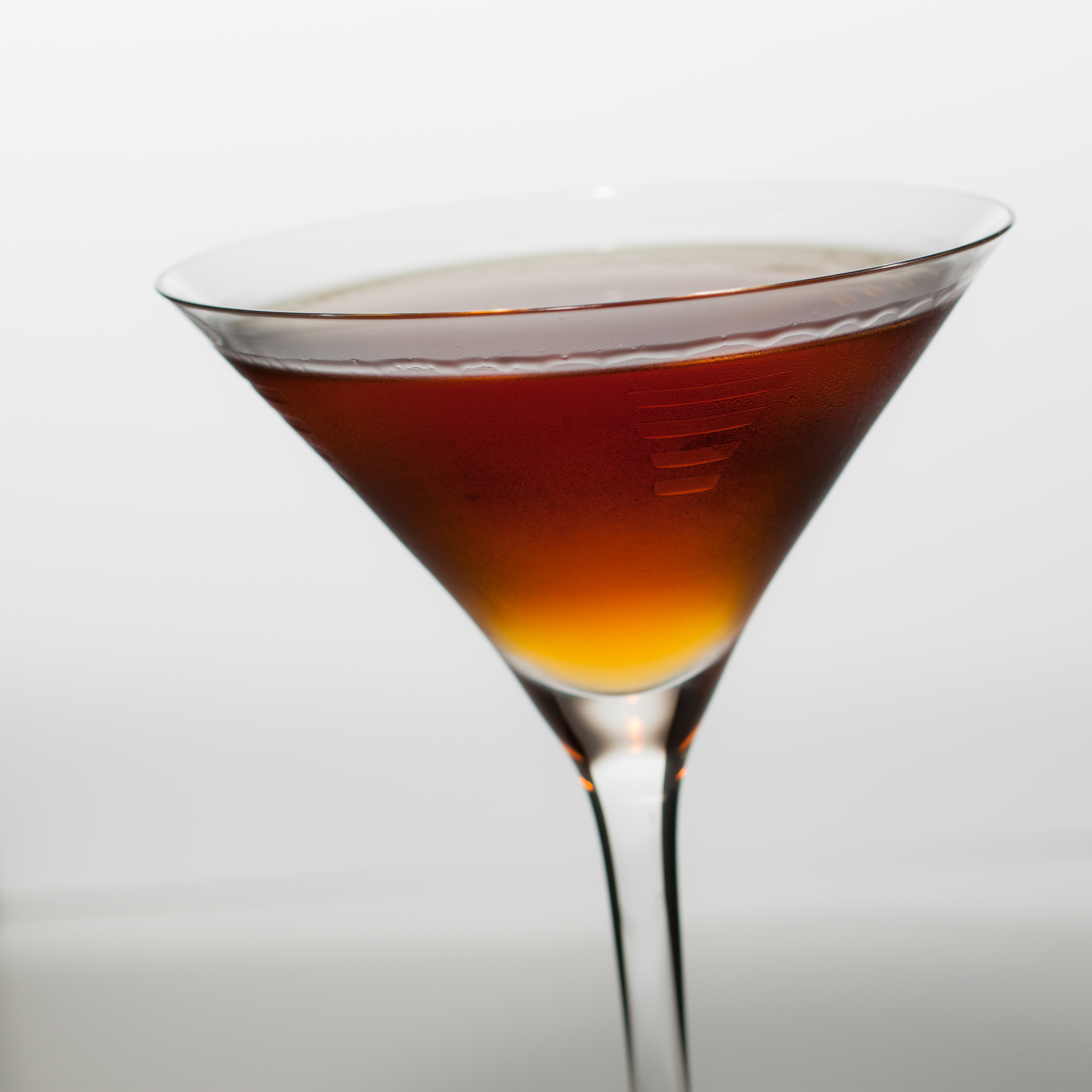
カクテル「ハンキー・パンキー」

1903年にサヴォイ・ホテル内の「アメリカン・バー」のチーフ・バーテンダーに就任し、右腕ともいえるローラ・バージェスとともに1926年まで務めた。
アメリカン・バーを訪れる客に様々なカクテルを作り、中でも喜劇役者チャールズ・ホートリーのために創作したとされるカクテル「ハンキー・パンキー」で知られる。ハンキー・パンキーは21世紀でも、世界のバーでよく飲まれているカクテルベスト50の常連である。

## 経歴

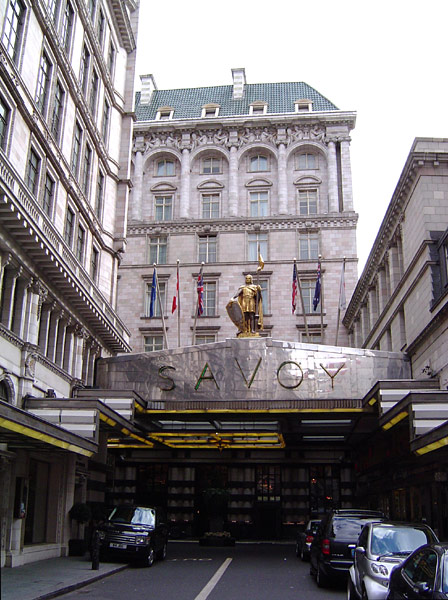
サヴォイ・ホテル正面エントランス

コールマンは、サヴォイ・グループが運営していたゴルフクラブで働く父親の下、1875年に生まれ、父親から「手に職を持つように」と教えらえて育つ。
1898年にサヴォイ・グループのあるホテルのフラワー・ショップで働き始める。1900年頃には同じくサヴォイ系列のクラリッジ・ホテル（ロンドン・メイフェア）のバーで勤務を始め、酒類やカクテルの知識をはじめとしたバーテンディングの基礎を学ぶ。20世紀初頭のロンドンでは、ホテルバーで働く人間の半分弱は女性であり、「バーテンダー」ではなく「バーメイド」と呼ばれてた。商人や工場労働者階級の若い子女にとっては、バーメイドの仕事は長時間労働にも関わらず「他の仕事と比べると、仕事の内容も単調でなく、収入も良い」職業であった。一方で、女性の職業としては「バーの仕事は肉体的、道徳的によくない」という考えもあり、女性を排除する動きもあった。しかし、当時のサヴォイ・ホテルグループのオーナー・ルパート・ドイリー・カートは1903年にサヴォイ・ホテルの「アメリカン・バー」のチーフ・バーテンダーにいきなりコールマンを抜擢した。
マーク・トウェイン、マレーネ・ディートリヒ、チャーリー・チャップリンといったセレブな顧客たちから厚い信頼を得たコールマンは、「コリー」という愛称で呼ばれるようになる。
1925年にサヴォイ・ホテルはコールマンとバージェス両名のアメリカン・バーからの引退を突然発表する。この引退は、コールマンやバージェス本人からの申し出ではなく、顧客からのクレームが遠因となっている。1920年にアメリカ合衆国で施行された禁酒法により、サヴォイ・ホテルにもアルコールを求まるアメリカ人客が増えていたが、アメリカ人は女性の社会進出に保守的であり、「バーは女性が働くにはふさわしくない」と女性であるコールマンとバージェスの作るカクテルや存在そのものを敬遠するようになり、そうしたクレームに屈する形でホテル・オーナーがコールマンとバージェスを排除してしまった。コールマンの後任には1921年からアメリカン・バーで働いていたハリー・クラドックがチーフ・バーテンダーに就任することになる。
クラドックのコールマンに対する評価や思いは記録に残っていないが、後年クラドックが編纂したカクテルブック『サヴォイ・カクテルブック』には「ハンキー・パンキー」が収録されている。
アメリカン・バーを去った後のコールマンについては、詳しくは伝わっていない。サヴォイ・ホテルのフラワー・ショップで再び働いていたという話もあるが、これを否定する説もある。晩年は別のホテルのクローク・スタッフとして働いていたが、1966年に死亡した。

## 関連するカクテル
- ハンキー・パンキー - 上述のようにコールマンの創作カクテル。
- マンハッタン - コールマン自身がデイリー・エクスプレスに語ったところに依れば、クラリッジ・ホテル時代に初めて作ったカクテル[5]。
- ホワイト・レディ - 創作者には複数の説があるが。コールマン創作という説もある[6]。